# لیبرتی میلز (ایندیانا)
لیبرتی میلز (به انگلیسی: Liberty Mills) یک منطقهٔ مسکونی در ایالات متحده آمریکا است که در شهرستان وابش، ایندیانا واقع شده‌است. لیبرتی میلز ۱۳۶ نفر جمعیت دارد و ۲۳۶ متر بالاتر از سطح دریا واقع شده‌است.